# Раїса Петрівна Ліва (Усенко)
Раїса Петрівна Ліва (Усенко) народилася 9 серпня 1937 р. в с. Піщане. 
Батько – Петро Усенко – загинув в роки радянсько-німецької війни.  
Мати – Орина Усенко – доярка колгоспу імені Шевченка (с. Піщане). Змалечку Раїса допомагала матері на фермі.  
У 1954 р. закінчила 10-й клас Піщанської середньої школи і вже з наступного тижня почала  працювати дояркою на фермі колгоспу імені Шевченка (с. Піщане). 
Раїса Петрівна: «Не хочу згадувати, яких труднощів довелося зазнати і пережити, доки прийшов перший успіх… в усьому я вдячна доярці Марфі Дахно, яка мене найбільше вчила професії доярки».
Спочатку отримувала по 3,5 тис. кг молока на фуражну корову. Боролася за більш високі надої молока. 
Порадившись із зоотехніком Захаром Яковичем Снісаренком, почала використовувати для пійла коровам горохову дерть, після чого добовий надій молока збільшився на 3 кг.
Вже на другий рік роботи надоїла по 4 тис. кг молока на фуражну корову. На новорічному вечорі колгоспної молоді секретар райкому комсомолу вручив їй грамоту обкому ЛКСМУ і цінний подарунок – ручний годинник «Звєзда». 
Наступні роки були ще успішнішими. Надої молока зростали. 
У 1957 р. вступила в КПРС.
У 1959 р. надоїла 4,5 тис. кілограмів молока на фуражну корову. Указом Президії Верховної Ради СРСР разом з іншими передовиками сільського господарства України нагороджена високою нагородою – орденом «Знак Пошани». 
12 січня 1960 р. на районній нараді передовиків сільського господарства Гельмязівщини взяла на себе соціалістичне зобов’язання надоїти по 5 тис. кг молока від кожної з 10 корів своєї групи. У лютому-березні її група корів збільшилася до 20 голів. Була лідером в соціалістичному змаганні. Щодня надоювала по 12-12,5 кг молока. 
У 1960 р. надоїла по 5 006 кг молока на фуражну корову. Отримала перехідний червоний вимпел і звання «Краща доярка району». 
У 1961 р. передала свою групу корів доярці Ганні Прокопенко, опікувала її, сама ж у 1961-1969 рр. працювала зоотехніком по племінній справі. 
12 жовтня 1961 р. – третя сесія Черкаської обласної Ради депутатів трудящих, відзначаючи переможців соціалістичного змагання на честь ХХІІ з’їзду КПРС занесла ім’я Раїси Усенко до Золотої книги пошани Черкаської області. 
Заочно закінчила Білоцерківський сільськогосподарський інститут. 
У 1963-1964 рр. – секретар парторганізації колгоспу імені Шевченка. 
У 1964 р. вийшла заміж за Івана Павловича Лівого, вчителя трудового навчання Піщанської середньої школи. В шлюбі народилися сини Юрій і Олександр. 
З 1969 р. – головний зоотехнік колгоспу «Маяк». Першою почала гольштинізацію стада.
Була дуже вимоглива в роботі, добросовісна.
Була наставником не лише в своєму господарстві, а й навчала всіх зоотехніків району.
Брала активну участь в громадській роботі: член райкому партії, депутат сільської ради, голова групи народного контролю. 
Занесена на районну Дошку Пошани та в обласну Золоту книгу пошани. 
Нагороджена орденом «Знак Пошани» (1959 р.), медаллю «За трудову доблесть» (1970 р.), званням «Заслужений працівник сільського господарства України». 
Хворіла на рак.
Померла 11 березня 2017 р. 
Література:
1. «За високі надої молока» (з виступу Р. Усенко, доярки колгоспу ім. Шевченка, с. Піщане) // Ленінська правда. – 1960. – 14 січня.
2. Снісаренко З. Доярка – студентка вузу // Ленінська правда. – 1960. – 1 травня.
3. Усенко Р. Від подруг не відстанемо // Ленінська правда. – 1960. – 17 березня.
4. Усенко Р. Щастя я в праці знайшла // Ленінська правда. – 1960. – 7 листопада.
5. Приходько І. На передньому плані колгоспної семирічки // Ленінська правда. – 1960. – 2 лютого.
6. Пилипенко О. Ось які вони, жінки // Прапор Жовтня. – 1963. – 7 березня.
7. Прокопенко І. Подруги // Прапор Жовтня. – 1963. – 12 січня.
8. Ленінська правда. – 1961. – 9 лютого.
9. Прокопенко І. Ясний шлях // Ленінська правда. – 1962. – 5 травня.